# Tobias Reichmann
Tobias Reichmann (27. svibnja 1988.), njemački rukometni reprezentativac. Bio u užem krugu kandidata za sudjelovanje na svjetskom prvenstvu 2019. godine.